# 横浜市立上菅田中学校
横浜市立上菅田中学校（よこはましりつ かみすげたちゅうがっこう）は、神奈川県横浜市保土ケ谷区上菅田町にある市立の中学校。略称は上中（かみちゅう）。制服はブレザーを採用している。

## 沿革
- 1967年
  - 8月1日 - 用地取得完了
  - 12月6日 - 地鎮祭
- 1968年
  - 10月31日 - 校舎完成
  - 12月10日 - 横浜市立西谷中学校の分校として開校
- 1970年4月1日 - 西谷中学校より分離し開校
- 1971年8月1日 - プール竣工
- 1972年
  - 4月22日 - 体育館竣工
  - 12月10日 - この日を開校記念日と定める
- 1974年11月9日 - 校歌制定
- 1978年4月1日 - 特殊学級設置
- 1983年3月 - 第2グラウンド完成
- 1984年3月31日 - 格技場完成
- 1993年3月31日 - 部室棟完成

## 教育方針
- 健康な心と体を大切にします。（心と体）
- 互いを認め合い、自分のよさを伸ばそうとする生き方を大切にします。（共生・個性）
- 自ら課題をみつけ、深く考え、進んで実行する学びを大切にします。（解決）

## 主な学校行事
| - 4月 着任式・始業式・入学式、離任式 - 5月 生徒総会、部活動後援会総会、自然教室（2年） - 6月 修学旅行（3年）、校外学習（1年） | - 7月 体育祭 - 10月 前期終業式、後期始業式、秋楽会（合唱コンクール） - 12月 大掃除 | - 1月 百人一首大会 - 2月 3年生を送る会 - 3月 卒業証書授与式、修了式 |

## 生徒会活動
生徒会本部の下、5つの専門委員会と2つの実行委員会が置かれている。
- 総務委員会
- 保健委員会
- 美化委員会
- 図書委員会
- 放送委員会
- 体育祭実行委員会
- 秋楽会実行委員会

## 部活動
- 運動系部活動
  - 陸上競技部
  - バスケットボール部
  - 野球部（男子）
  - バドミントン部
  - バレーボール部
  - 柔道部（令和4年度新設）
- 文化系部活動
  - 吹奏楽部
  - 美術部
  - 将棋部

## 学区
横浜市立笹山小学校の校区の全域と横浜市立上菅田小学校の校区の一部
横浜市保土ヶ谷区
- 上菅田町1番地から1537番地まで
- 西谷1丁目全域
- 西谷2丁目 (1 ~ 26番・28 ~ 30番)
- 西谷町(958番地〜961番地、964〜967番地、968番地(2~10, 12~)、969番地〜972番地、976番地〜987番地、995番地〜998番地、1000番地〜1010番地、1012番地〜1052番地、1053番地(4〜)、1054番地、1083番地(国道16号以北)、1084番地(国道16号以北)、1085番地(国道16号以北)、1086番地〜1098番地、1175番地〜1186番地、1253番地、1254番地、1256番地、1257番地、1260番地〜1267番地、1269番地〜1275番地、1277番地、1278番地、1279番地(1, 2)、1280番地、1281番地)

## 交通

### バス
- 横浜市営バス92系統又は124系統（笹山団地中央行き）に乗車し、「上菅田中学校前」バス停で下車、徒歩2分。
- 横浜市営バス129系統又は83系統に乗車、｢寺下橋｣バス停で下車、徒歩5分。

### 電車
- 相模鉄道本線 西谷駅下車、徒歩20分。

## 主な卒業生
- 福永奨 - プロ野球選手
- 松本勇治 - 柔道家